# Sarcopteryx rigida
Sarcopteryx rigida är en kinesträdsväxtart som beskrevs av Ludwig Radlkofer. Sarcopteryx rigida ingår i släktet Sarcopteryx och familjen kinesträdsväxter. Inga underarter finns listade i Catalogue of Life.